# Corey Peters (Skirennläufer)
Corey Nathan Peters (* 12. Juli 1983) ist ein neuseeländischer Skirennläufer und paralympischer Medaillengewinner.

## Leben
Das Leben des ehemaligen Rugby-Spielers änderte sich im September 2009, als er sich bei einem Motocross-Event eine Rückenmarksquetschung zuzog. Corey verbrachte vier Monate im Krankenhaus, um die Grundlagen des Lebens im Rollstuhl zu lernen. Die Anpassung an eine neue Lebensweise war hart. 2011 begann er mit dem Sitz-Skisport. Er gewann im selben Jahr Gold bei den Para-Snowboard-Winterspielen im Cardrona Alpine Resort in Neuseeland. Von da an setzte er sich das Ziel, Neuseeland bei den Paralympischen Winterspielen 2014 in Sotschi zu vertreten.

## Karriere
Corey erreichte nicht nur dieses Ziel, sondern gewann eine Silbermedaille im Riesenslalom und wurde Vierter in der Super-Kombination und Sechster im Super-G.
Bei den Paralympischen Winterspielen 2018 gewann er die Bronzemedaille in der Abfahrt. Bei den Paralympischen Winterspielen 2022 gewann er die Goldmedaille in der Abfahrt. Weniger als 24 Stunden später gewann Peters eine Silbermedaille im Super-G.

## Auszeichnungen
Bei den neuseeländischen Neujahrs-Ehrungen 2023 wurde Peters für seine Verdienste um das Sitz-Skifahren zum Mitglied des neuseeländischen Verdienstordens MNZM ernannt.